# Chùa Htilominlo

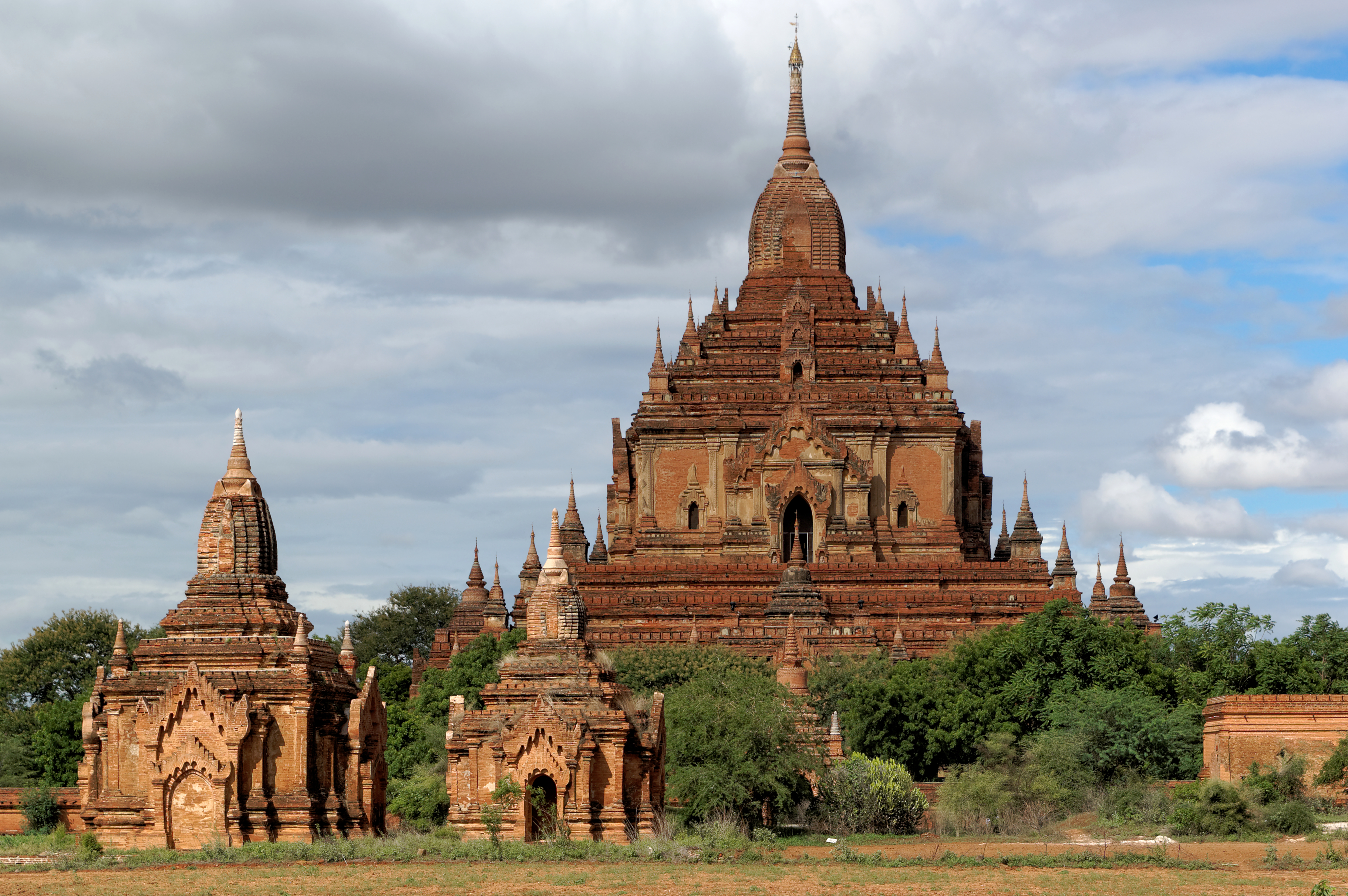
Chùa Htilominlo

Chùa Htilominlo là một chùa ở Bagan, Myanma. Chùa được xây dưới thời vua Htilominlo (cũng gọi là Nandaungmya) của triều Pagan vào năm 1211. Chùa có ba tầng, cao 46 m và được xây bằng gạch đỏ; khuôn cửa xây bằng thạch cao. Trên tầng một của chùa có bốn bức tượng Phật đối diện nhau. Chùa bị phá hủy trong trận động đất năm 1975 và sau đó được sửa lại.

Chùa Htilominlo
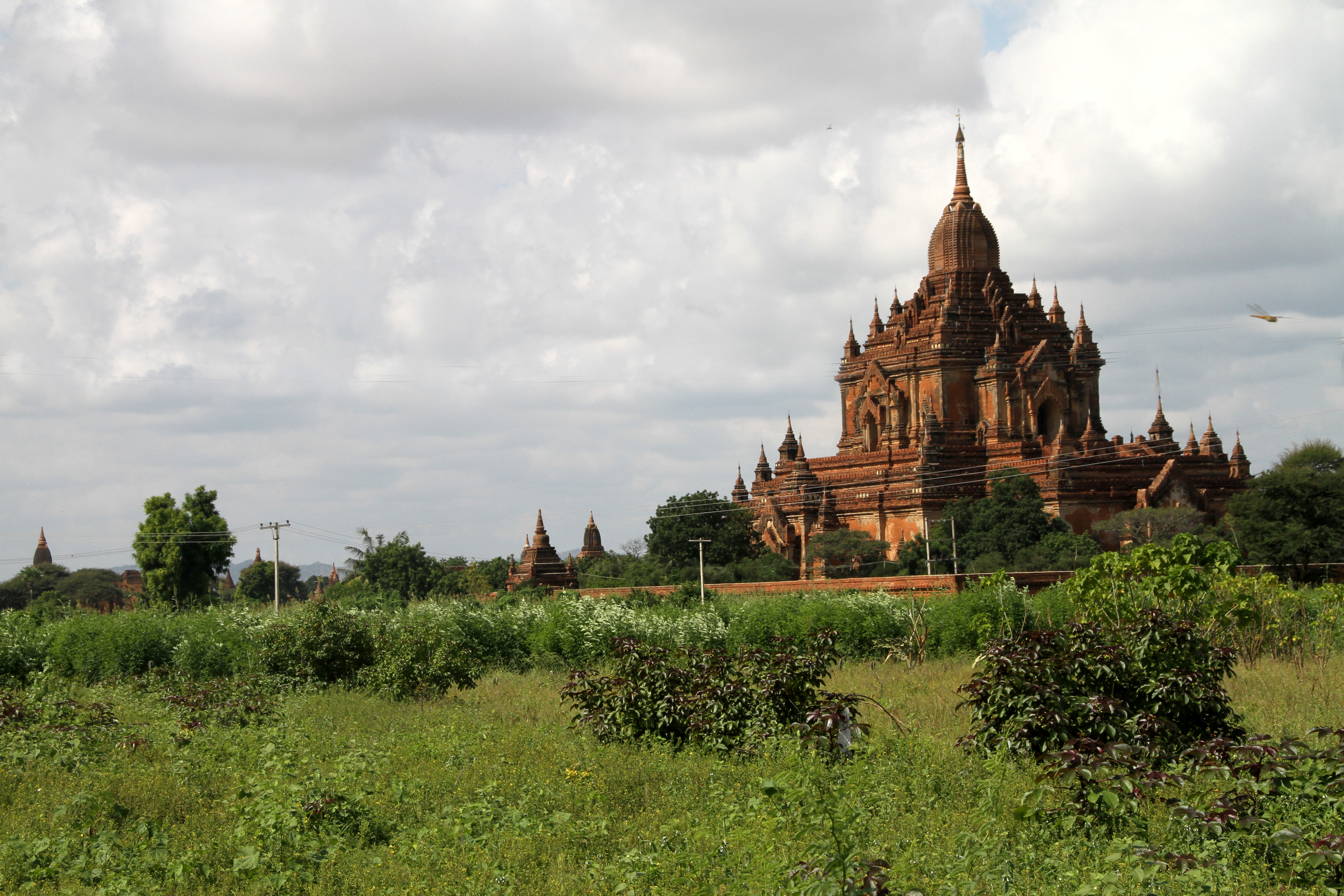
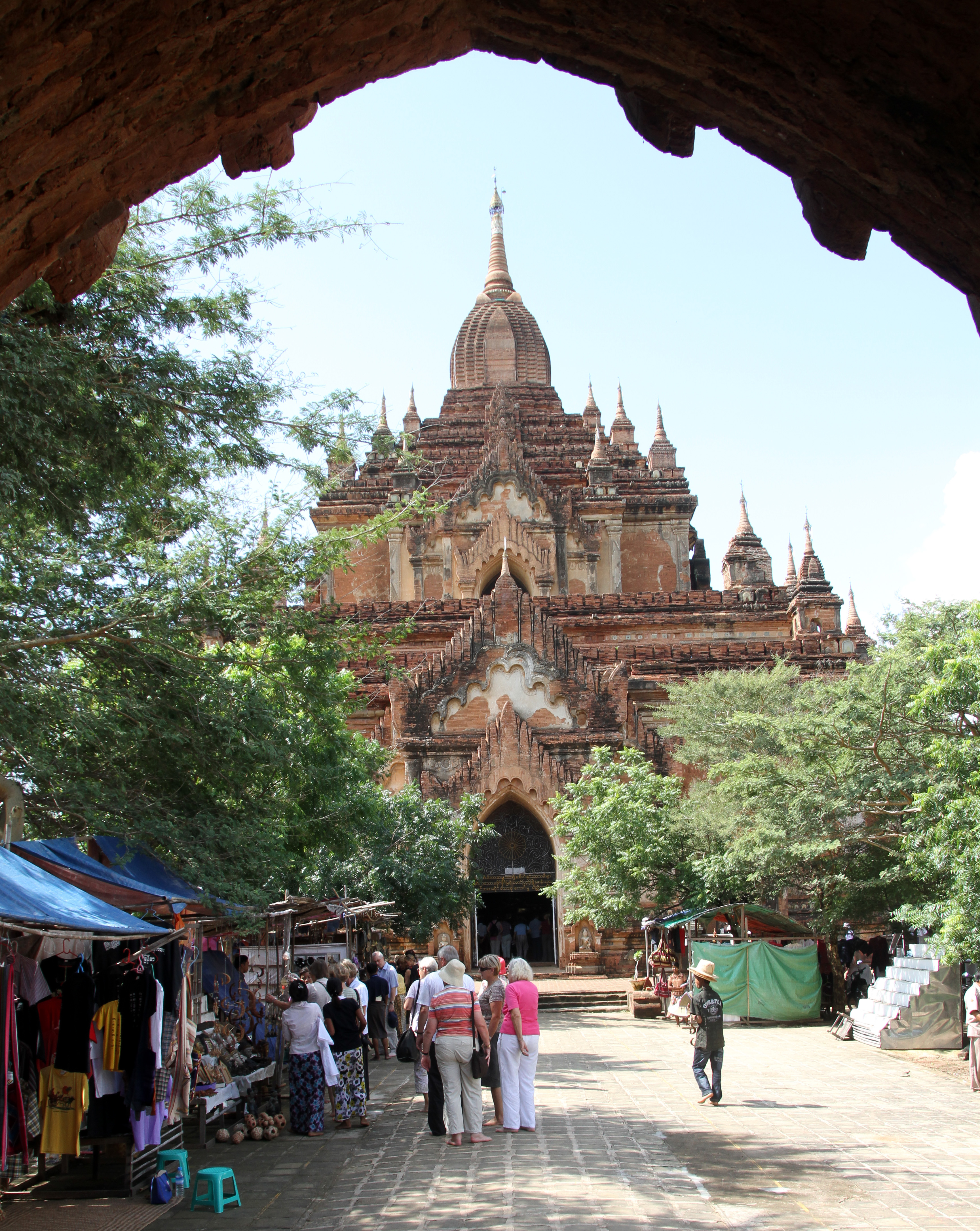
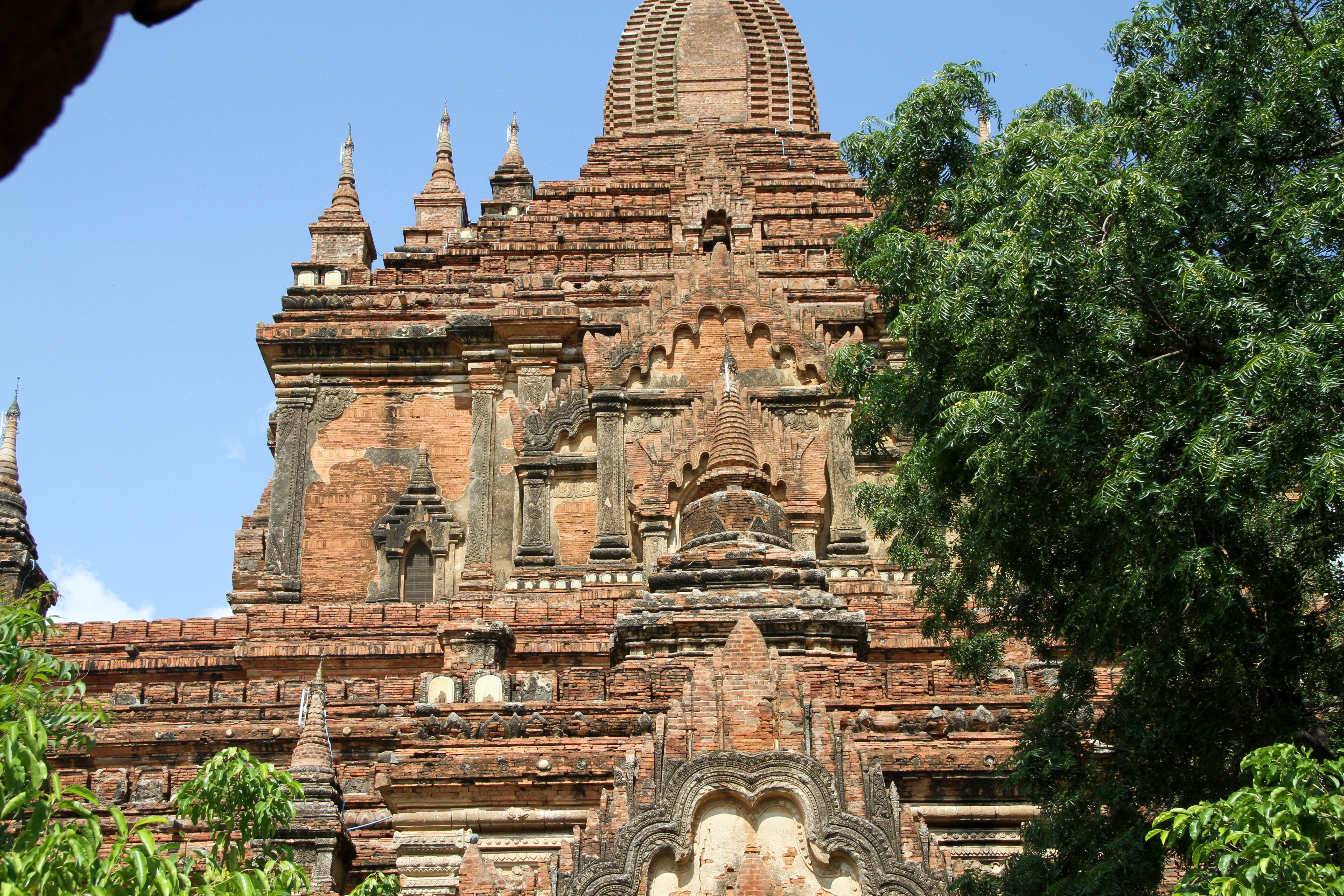
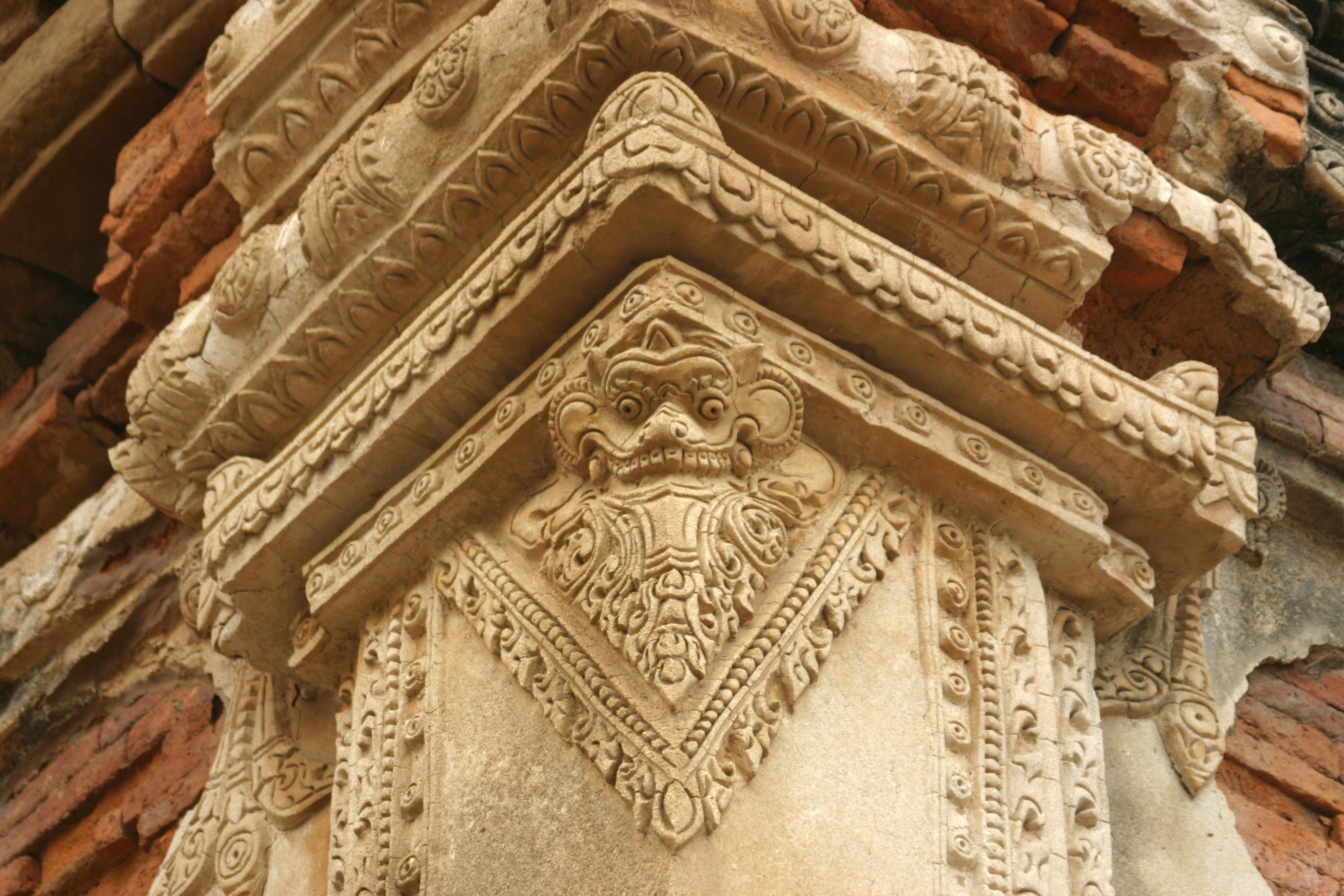
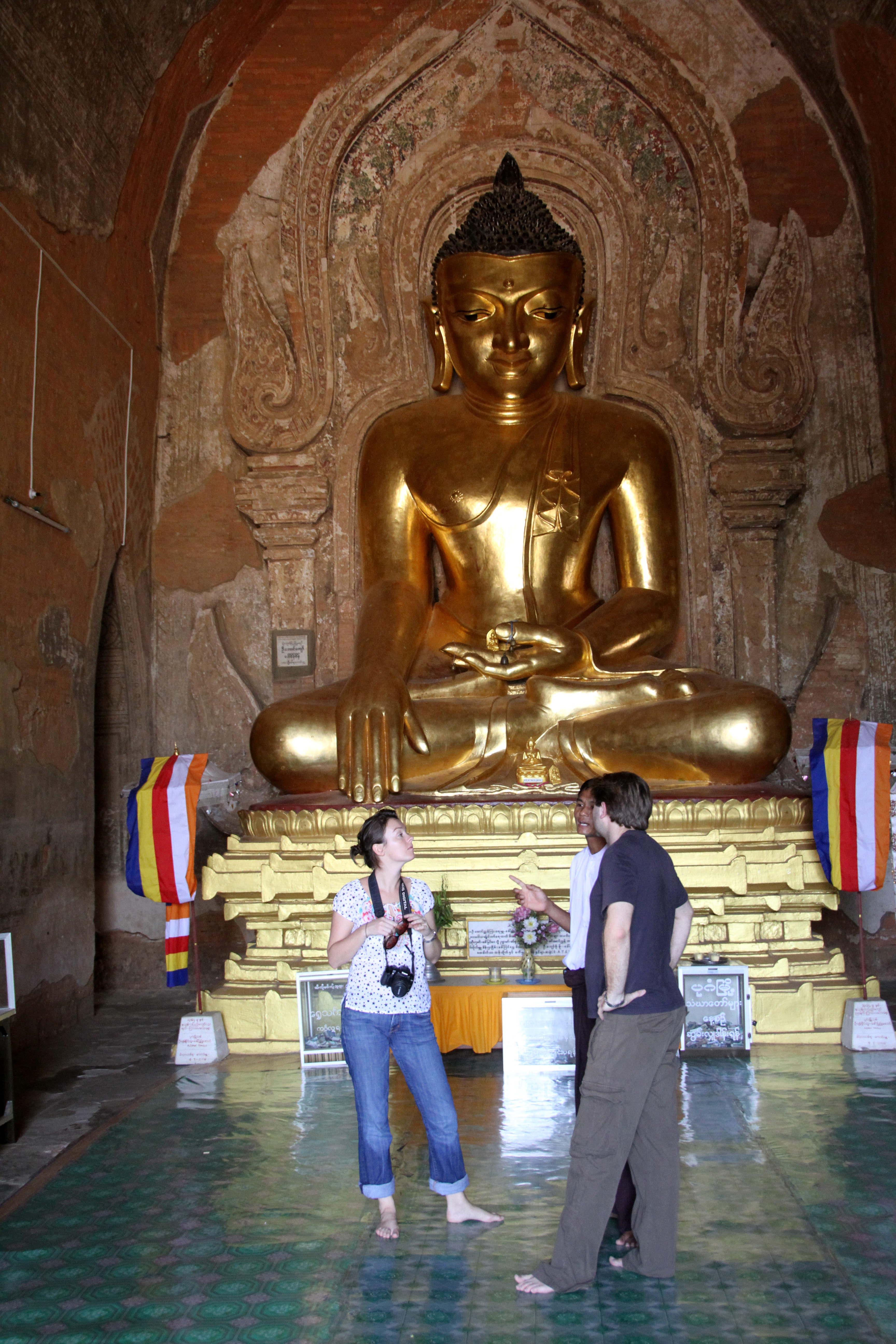